# Johann Wenzel Kühner
Johann Wenzel Kühner, česky Jan Václav Kühner (1755, Praha – 9. prosince 1802, Praha) byl pražský dvorní zvonař.

## Život
Byl synem významného pražského dvorního zvonaře Johanna Georga Kühnera. Působil na Novém Městě pražském. Mezi lety 1788–1801 odléval zvony pro městské i venkovské chrámy. Po jeho smrti pokračovala ve vedení zvonařské dílny jeho manželka Anna Kühnerová, dále pak jeho zeť zvonař Karel Bellmann z Königsbergu, který zhruba od roku 1800 působil v Kühnerově dílně jako tovaryš, v roce 1810 se oženil s jeho dcerou Annou a pokračoval v tradici i uměleckém stylu odlévání zvonů podle Kühnerových.

## Dílo
Odlil velké množství zvonů, dochovalo se jen málo z nich, protože zvony byly ve velké míře v době válek rekvírovány a materiál použit na výrobu zbraní.
Dochované zvony
- 1799 zvon pro Kostel svatého Martina v Postupicích
- 1799 zvon pro zvoničku v Jiřicích (zvon je uschován v obci)